# Francis Alÿs
Francis Alÿs (geboren als Francis De Smedt te Antwerpen, 22 augustus 1959), opgegroeid in het Pajottenland, is een Belgisch kunstenaar die sinds 1986 in Mexico-Stad woont en werkt.

## Biografie
Francis Alÿs werd in 1959 geboren als Francis De Smedt maar koos de achternaam van zijn moeder als artiestennaam. Hij groeide op in Herfelingen een dorp in het Pajottenland. Tussen 1978 en 1983 studeerde hij architectuur in Doornik en van 1983 tot 1986 aan Universitario di Architettura in Venetië. In 1986 verhuisde hij naar Mexico-Stad in Mexico om als architect te helpen bij de heropbouw na een aardbeving in 1985. Na de heropbouw spitste hij zich toe op het realiseren van beeldende kunst.
De werken van Alÿs zijn vaak gebaseerd op zijn voortdurende verkenning van Mexico-Stad. Hierbij staan de wandeling en de connectie met de omgeving centraal. Zijn eerste werk, The Collector (1991), is een film van acht minuten van een performance waarin hij een rammelend stuk speelgoed op wielen achter zich aan trekt door de straten van Mexico-Stad. In 1997 maakte hij het werk Paradox of Praxis 1: Sometimes Making Something Leads to Nothing, een performance van Alÿs waarin hij een groot ijsblok voortduwt door de straten van Mexico-Stad tot het blok volledig gesmolten is.
In 2008 werd Francis Alÿs genomineerd voor The Vincent Award. De prijs werd gewonnen door Litouws cineast en beeldhouwer Deimantas Narkevicius, Alÿs mocht de publieksprijs in ontvangst nemen.
Voor de tiende editie van Manifesta in 2014, een pan-Europese biënnale van hedendaagse beeldende kunst, maakte Francis Alÿs het werk Lada Kopeika Projekt (2014). Het betreft een groene Lada die tegen een boom geparkeerd staat, een referentie aan een verhaal uit de jeugd van de kunstenaar.
In november 2010 werd Alÿs door het Bonnefantenmuseum in Maastricht gelauwerd met de BACA Award (Biennial Award for Contemporary Art). De jury koos Alÿs omwille van "de uitzonderlijk hoge beeldende kwaliteiten van zijn werk".
Op de dertiende documenta in Kassel (dOCUMENTA (13), 2013) presenteerde Alÿs het werk Reel-Unreel (2011). Het werk bestond uit een video van kinderen die een rol pellicule spelenderwijs voortduwen. De video werd vergezeld van kleine schilderijtjes van de stad Kabul in Afghanistan waarover gekleurde balken, als van een testbeeld, geschilderd waren.
In opdracht van de Ruya Foundation maakte Alÿs een werk voor het Irakese paviljoen op de Biënnale van Venetië in 2017. Het werk kwam voort uit een langdurige dialoog die Alÿs en de Foundation hadden. In 2016 organiseerde de Ruya Foundation, een niet-gouvernementele kunstinstelling in Bagdad, een bezoek voor Alÿs aan de vluchtelingenkampen in Irak. Tijdens een tweede bezoek, in oktober 2016, volgde hij negen dagen een Koerdisch bataljon aan het front van Mosoel dat in de strijd was om de stad van IS te bevrijden. In het werk dat hij op de Biënnale presenteerde staat Alÿs stil bij de rol die kunstenaars in de oorlog kunnen spelen. De vijf minuten durende film bestaat uit beelden van tanks, tenten en militairen tijdens een bombardement. Op de voorgrond brengt de hand van de kunstenaar klodders verf aan op een wit doek.
In 2025 werd hij in België geridderd.

## When Faith Moves Mountains
Een van Alÿs' meest surrealistische werken is When Faith Moves Mountains (wanneer geloof bergen verzet). Met de hulp van 800 studenten trachtte Alÿs in 2002 een zandduin in Lima, Peru, tien centimeter te verzetten. De vier uur durende performance werd vlak bij de sloppenwijken van Lima uitgevoerd voor de biënnale van Lima. Het idee voor deze actie kreeg hij toen hij in Peru geconfronteerd werd met de gevolgen van het beleid van president Alberto Fujimori.

## Tentoonstellingen (selectie)
- Francis Alÿs: Walking Distance from the Studio 4 september tot 28 november 2004, Kunstmuseum Wolfsburg, Wolfsburg
- Francis Alÿs: Politics of Rehearsal 29 september 2007 tot 10 februari 2008, Hammer Museum, Los Angeles
- Francis Alÿs: A Story of Deception 15 juni tot 5 september 2010, Tate Modern, Londen
- Francis Alÿs: A Story of Deception 9 oktober 2010 tot 30 januari 2011, WIELS, Brussel
- Francis Alÿs: A Story of Deception 4 mei tot 12 september 2011, MoMa, New York
- Francis Alÿs: Fabiola 12 maart tot 28 augustus 2011, Schaulager, Bazel

## Werk in openbare collecties (selectie)
- Stockholm (1997), MoMa, New York
- Looking Up (2001), Stedelijk Museum, Amsterdam
- When Faith Moves Mountains (2002), M HKA, Antwerpen
- The Nightwatch (2004), Tate Modern, Londen
- The Silence of Ani (2015), Centre Pompidou, Parijs
- The Dynamite Show (2004), Middelheimmuseum, Antwerpen
- Without an Ending There is no Beginning (2014), Stedelijk Museum voor Actuele Kunst, Gent
- Tornado (2000-2010), KANAL-Centre Pompidou, Brussel
- Untitled (2008-2017), KANAL-Centre Pompidou, Brussel